# Imke Duplitzer
Imke Duplitzer (n. 28 iulie 1975, Karlsruhe) este o scrimeră germană, specializată pe spadă.
La Campionatul Mondial din 2002 a ajuns în semifinală, unde a trecut cu scorul 15–6 de românca Ana Maria Brânză. În finala a fost învinsă cu scorul 15–11 de sud-coreeana Hyun Hee și s-a mulțumit de argintul. A fost dublă campioană europeană în 1999 și în 2010. A câștigat Cupa Mondială de Scrimă de două ori, în 2000–2001 și în 2004–2005.
Cu echipa Germaniei a fost laureată cu argint olimpic la Atena 2004, după de Germania a fost învinsă în finala de Rusia. A fost de patru ori vicecampioană mondială (în 1993, 1997, 2003 și 2010) și campioană europeană în 1998, tot pe echipe.